# Kim Ki-taek
Dans ce nom coréen, le nom de famille, Kim, précède le nom personnel.
Pour les articles homonymes, voir Kim.
Kim Ki-taek est un poète sud-coréen né le 6 novembre 1957 à Anyang dans la province de Gyeonggi.

## Biographie
Kim Ki-taek est né à Anyang, dans la province de Gyeonggi, le 6 novembre 1957. Alors que la plupart des écrivains considèrent l'écriture comme un travail à part entière, Kim Ki-taek mène une carrière de poète réussie tout en travaillant à plein-temps à côté. Orphelin, il a grandi dans un orphelinat à Anyang dans lequel il a été envoyé par l'hôpital municipal des enfants de Séoul en 1961. Il a dû ainsi apprendre à se débrouiller par lui-même et à s'adapter à des situations sociales variées ; cette histoire personnelle lui a donné la volonté de toujours maintenir une situation sociale stable. Il a travaillé en tant que professeur à l'université Kyung Hee.

## Œuvre
Les poèmes de Kim Ki-taek s'éloignent du traitement des émotions pour se focaliser autour d'un travail sur le corps humain, notamment sur le rapport du corps à la violence. Il part ainsi du postulat que les peurs et les pulsions sont des parties intégrantes de l'être humain et se révèlent à travers le corps. La violence physique et mentale influe sur le corps, laissant des marques. Ces mêmes marques se manifestent sous différentes formes qui permettent de prendre conscience du moi, de sa propre existence. Le poète a été ainsi décrit comme un « observateur de tous les instants, des moindres détails ».
Une série de ses poèmes, Souris (Jwi), Tigre (Horang-i), Serpent (Baem), Bœuf (So), a été écrite sous la thématique de la survie. Cette tension liée à la volonté de survie est décrite de manière crue, sans sentimentalisme. Ce monde poétique est traversé ici ou là par de nouvelles formes de vie et par des sons comme « une vieille dame pleurant devant la station de métro » ou « le son d'un insecte provenant de la tv au milieu de la nuit » qui viennent ponctuer un monde où tout semble être régi par une loi implacable et froide, celle de la survie. Cette histoire de violence et de douleur gravée dans nos corps à travers les générations, le poète souhaite en décrire les effets pour offrir la possibilité d'un monde merveilleux, pur, innocent et mystérieux.

## Publications

### Collection de poèmes
- 태아의 잠 Le Sommeil de l'embryon (1992)
- 바늘구멍 속의 폭풍 Vent violent dans un trou d'aiguille (1994)
- 하멜른의 피리 부는 사나이 Le Jeune Joueur de flûte de Hamelin (1995)
- 사무원 L'Employé de bureau (1999)[5]
- 내가 가장 슬플 때 Quand je suis triste (2004)
- 로켓을 타고 간 토끼 Le Lapin qui part sur une fusée (2004)
- 숲 속에서 Dans la forêt (2004)
- 행복한 한스 Hans est heureux (2004)
- 똑똑한 고양이 Un chat futé (2005)
- 소 Bœuf (2005)[6]
- 껌 Chewing-gum (2009)
- 갈라진다 갈라진다 Se séparer, se séparer (2012)

## Distinctions
- 1995 : prix Kim Soo-young[7] pour Vent violent dans un trou d'aiguille
- 2001 : prix de littérature contemporaine[7] pour 불룩한 자루
- 2004 : prix Midang[7] pour 어떻게 기억해냈을까
- 2004 : prix littéraire Isu[7]
- 2006 : prix littéraire Jihoon[7]
- 2009 : prix littéraire Kyung Hee
- 2009 : prix littéraire Sanghwa
- 2013 : prix littéraire Pyeongun